# Nebalia villalobosi
Nebalia villalobosi is een kreeftachtigensoort uit de familie van de Nebaliidae. De wetenschappelijke naam van de soort is voor het eerst geldig gepubliceerd in 2011 door Ortiz, Winfield & Chazaro-Olvera.